# Staffan Olsson
Staffan Olsson (Uppsala, 26 de marzo de 1964) es un exbalonmanista sueco que jugaba de lateral derecho. Fue uno de los componentes de la selección de balonmano de Suecia, con la que ha disputado 358 partidos internacionales en los que anotó un total de 855 goles, debutando el 18 de octubre de 1986 en un encuentro contra la selección de Noruega. Actualmente es el entrenador de la Selección de los Países Bajos.

## Equipos

### Jugador
- HK Cliff (1981-1990)
- TV Hüttenberg (1989-1991)
- HK Cliff (1991-1992)
- TV Niederwürzbach (1992-1996)
- THW Kiel (1996-2003)
- Hammarby IF (2003-2006)
- Caja España Ademar (2004)

### Entrenador
- Hammarby IF (2005-2011)
- Selección de Suecia (2008-2016)
- Selección de Países Bajos (2022-presente)

## Palmarés

### Jugador
- Bundesliga 1998, 1999, 2000, 2002
- Copa de Alemania 1998, 1999, 2000
- Supercopa de Alemania 1998
- Copa EHF 1998, 2002

### Entrenador
- Liga de Suecia 2006, 2007, 2008
- Medalla de plata en los Juegos Olímpicos de Londres 2012

## Méritos y distinciones
- Mejor lateral derecho del Campeonato del Mundo de 1997
- Mejor lateral derecho del Campeonato del Mundo de 1999